# نیایشگاه ناجی سنت یوثیمیوس
نیایشگاه ناجی سنت یوثیمیوس (انگلیسی: Monastery of Saint Euthymius) یک صومعه در سوزدال، روسیه است که در سال ۱۳۵۲ تأسیس شد.

## تاریخچه

### تأسیس
این صومعه در سال ۱۳۵۲ توسط راهب یوفیمی از نیژنی نووگورود تأسیس شد. او توسط شاهزاده بزرگ بوریس کنستانتینوویچ از سوزدال-نیژنی نووگورود دعوت شده بود. صومعه، که در ابتدا «اسپاسکی» نام داشت، بر روی ارتفاعات کنار رود کامنکا قرار گرفته بود و به عنوان قلعه‌ای برای حفاظت از شهر عمل می‌کرد. ساختمان‌های اولیه صومعه چوبی بودند، اما اطلاعات دقیقی از ظاهر آن‌ها در دست نیست. راهب یوفیمی (یوفیمیوس) اولین ارشیماندریت صومعه بود و تا سال ۱۴۰۴ در اینجا زندگی کرد. پس از مرگ او، صومعه به «صومعه اسپاسو-یوفیمیوس» تغییر نام یافت.
نبرد بزرگ نبرد سوزدال در نزدیکی صومعه رخ داد و به شکست روس‌ها انجامید. واسیلی دوم اسیر شد و به اسارت پسران اولغ محمد یعنی محمود کازان و یعقوب درآمد. مغول‌ها سوزدال را غارت کردند و به ولادیمیر (شهر) حرکت کردند.

### قرون میانه متأخر
اولین کلیسای چوبی ناجی در سال‌های ۱۵۰۷–۱۵۱۱ بر فراز آرامگاه سنت یوفیمیوس ساخته شد. در سال ۱۵۹۴، کلیسای جدیدی با چهار ستون داخلی در اطراف این کلیسا ساخته شد. بخش قدیمی تاریخی به «شبستان سنت یوفیمیوس» تغییر نام داد. کلیسای جدید ناجی از سنگ سفید و به سبک بناهای سفید ولادیمیر و سوزدال ساخته شد.
این صومعه در قرون ۱۶ و ۱۷ اهمیت بیشتری پیدا کرد و کمک‌های مالی واسیلی سوم، ایوان مخوف و خانواده نجیب‌زاده پوژارسکی باعث شد دیوارهای آجری مستحکمی در سال‌های ۱۶۷۰–۱۶۸۰ جایگزین دیوارهای چوبی قدیمی شوند. از ۱۲ برج دیواری، ۱۱ برج به شکل دایره‌ای چندوجهی ساخته شدند و تنها برج دروازه اصلی ۲۲ متر ارتفاع داشت و با سبک تزئینی «او-زا-راچیِ» تزیین شده بود.
کلیسای جامع ناجی با هفت گنبد، برج ناقوس و کلیسای بشارت دروازه‌ای، از بناهای برجسته این صومعه هستند. آرامگاه دیمیتری پوژارسکی در کنار دیوار کلیسا قرار دارد.

## مجموعه معماری
این مجموعه شامل:
- کلیسای جامع ناجی (۱۵۹۴)
- برج ناقوس (قرون ۱۶–۱۷)
- کلیسای بشارت دروازه‌ای (قرون ۱۶–۱۷)
- کلیسای پذیرایی (قرن ۱۶)
- خانه ارشیماندریت (قرن ۱۷)
- بیمارستان سنت نیکلاس
- ساختمان برادران (قرون ۱۶–۱۷)
- قلعه زندان (قرن ۱۸)
- برج‌های استحکامی (قرن ۱۷)

## زندان صومعه
زندان صومعه در سال ۱۷۶۴ ساخته شد. به دستور کاترین دوم، از سال ۱۷۶۶ به عنوان محلی برای زندانی کردن مخالفان مذهبی مورد استفاده قرار گرفت. این زندان در سال ۱۹۰۵ بسته شد، اما در دوران اتحاد جماهیر شوروی دوباره بازگشایی شد. از جمله زندانیان مشهور این مکان ژنرال فیلد مارشال فریدریش پائولوس بود که پس از تسلیم در نبرد استالینگراد مدتی در اینجا زندانی بود.

### قرن بیستم
در سال‌های ۱۹۲۳–۱۹۳۹، زندان قدیمی صومعه به عنوان بازداشتگاه برای زندانیان سیاسی استفاده می‌شد. در سال ۱۹۴۱ به عنوان اردوگاه غربالگری ان‌کاوه‌ده و در سال ۱۹۴۳ به عنوان اردوگاه اسیران جنگی مورد استفاده قرار گرفت. از ۱۹۴۶ تا ۱۹۶۷، این صومعه به یک کانون اصلاح و تربیت برای پسران تبدیل شد. در سال ۱۹۶۸، این صومعه به مجموعه‌ای موزه‌ای تحت مدیریت موزه-ذخیره‌گاه ولادیمیر-سوزدال تغییر یافت.